# The Walking Dead (Fernsehserie)/Staffel 5
Die fünfte Staffel der US-amerikanischen Fernsehserie The Walking Dead war vom 12. Oktober 2014 bis zum 29. März 2015 auf dem US-amerikanischen Kabelsender AMC zu sehen. Die deutschsprachige Erstausstrahlung sendete der Pay-TV-Sender FOX vom 13. Oktober 2014 bis zum 30. März 2015.

## Besetzung
Staffel 5 hat 17 Darsteller in der Hauptbesetzung, von denen 6 Neuzugänge sind. David Morrissey und Scott Wilson werden aufgrund ihrer Charaktertode in der vorherige Staffel nicht mehr im Intro aufgeführt. Beginn mit dieser Staffel werden Emily Kinney und Chad L. Coleman aufgeführt. Ebenfalls wird Michael Cudlitz im Intro aufgeführt. Von Sonequa Martin-Green bis Andrew J. West werden alle Darsteller unter „Also Starring“ gelistet. Gilliam ab Folge 2.

### Hauptdarsteller
- Andrew Lincoln als Rick Grimes
- Norman Reedus als Daryl Dixon
- Steven Yeun als Glenn Rhee
- Lauren Cohan als Maggie Greene
- Chandler Riggs als Carl Grimes
- Danai Gurira als Michonne
- Melissa McBride als Carol Peletier
- Michael Cudlitz als Abraham Ford
- Emily Kinney als Beth Greene
- Chad Coleman als Tyreese Williams
- Sonequa Martin-Green als Sasha Williams
- Lawrence Gilliard Jr. als Bob Stookey
- Josh McDermitt als Eugene Porter
- Christian Serratos als Rosita Espinosa
- Alanna Masterson als Tara Chambler
- Seth Gilliam als Gabriel Stokes
- Andrew J. West als Gareth

### Nebenbesetzung
- Ross Marquand als Aaron
- Tovah Feldshuh als Deanna Monroe
- Alexandra Breckenridge als Jessie Anderson
- Tyler James Williams als Noah
- Christine Woods als Dawn Lerner
- Jason Douglas als Tobin
- Michael Traynor als Nicholas
- Austin Nichols als Spencer Monroe
- Steve Coulter als Reg Monroe
- Jordan Woods-Robinson als Eric Raleigh
- Major Dodson als Sam Anderson
- Daniel Bonjour als Aiden Monroe
- Denise Crosby als Mary
- Katelyn Nacon als Enid
- Austin Abrams als Ron Anderson
- Ann Mahoney als Olivia
- Chris Coy als Martin

### Gastdarsteller
- Lennie James als Morgan Jones
- David Morrissey als Der Governor
- Brighton Sharbino als Lizzie Samuels
- Kyla Kenedy als Mika Samuels
- Benedict Samuel als Owen

## Handlung
Carol, Tyreese und Judith kommen im Wald kurz vor Terminus an einer Hütte vorbei, an der ein Terminusbewohner Feuerwerkskörper zum Abschuss platziert, die zur Verwirrung der Beißer regelmäßig abgefeuert werden. Sie belauschen sein Gespräch über Funk mit seinen Komplizen, in dem einige der Gefängnis-Überlebenden erwähnt werden. Stutzig geworden, nehmen Tyreese und Carol den Mann kurzerhand gefangen und befragen ihn. Carol beschließt Terminus heimlich zu erkunden, während Tyreese mit Judith in der Hütte zurückbleibt. Der Mann verwickelt Tyreese in ein Gespräch, in dem dieser schließlich ankündigt, dass Tyreese, Carol und die kleine Judith den Tag nicht überleben werden. Derweil beobachtet Carol, wie die gefangenen Rick, Bob, Daryl und Glenn über das Gelände von Terminus geführt werden. Sie werden in eine große Halle gebracht, die zu einer Art Schlachthof umfunktioniert wurde, nur dass er nicht zur Schlachtung von Vieh, sondern der von Menschen genutzt wird. In einer spektakulären Rettungsaktion gelingt es Carol, alle ihre Freunde unversehrt aus den Fängen der brutalen Kannibalen zu befreien. Die Wiedersehensfreude ist groß, insbesondere zwischen Rick und Judith, sowie zwischen Carol und Daryl. Rick drückt den Rettern seiner Tochter seinen großen Dank aus. Wenig später retten die Überlebenden einen von Beißern umzingelten Pfarrer, der sie zu seiner Kirche führt, wo sie für einige Tage Unterschlupf finden. Mithilfe von Vater Gabriel gelangen sie an weitere Vorräte, wobei Bob, von anderen unbemerkt, gebissen und infiziert wird. Derweil werden sie von einer Gruppe überlebender Terminusbewohner ausspioniert, die kurz darauf Bob entführen und dessen linkes Bein verspeisen. Nachdem er ihnen eröffnet hat, dass sie infiziertes Fleisch gegessen haben, wird der im Sterben liegende Bob bei der Kirche wieder abgelegt. Von diesem gewarnt, gelingt es Rick und seiner Gruppe, die Feinde in einen Hinterhalt zu locken und – auf eine brutale Weise – zu töten.
Nachdem Abraham und sein Team einen alten Kirchenbus fahrtüchtig gemacht haben, besteht er darauf, dass die Gruppe nunmehr wieder ihre Reise nach Washington D.C. fortsetzt. Da Rick sich dagegen entscheidet, kommt es zu einer erneuten Aufspaltung der Gruppe: Maggie, Glenn und Tara gehen mit Abraham mit. Doch als sie wenig später nach einer Autopanne ohne fahrbarem Untersatz vor einem durch Beißer überlaufenem Areal stehen, gesteht der verängstigte Eugene schließlich, gar kein Wissenschaftler zu sein, sondern von Anfang an gelogen zu haben, um von anderen beschützt zu werden, was Abraham psychisch stark belastet. Daraufhin macht sich die Gruppe auf den Weg zurück zur Kirche.
In der Zwischenzeit wird die entführte Beth im Grady Memorial Hospital in Atlanta festgehalten. Die Gruppe wird von der – nach außen hin – dominanten Dawn und ihren uniformierten Polizisten angeführt, mit denen sie einen unterschwelligen Machtkampf, oft auf dem Rücken unbeteiligter Gruppenmitglieder, ausficht. Beth freundet sich mit dem etwa gleichaltrigen Noah an, der wie sie gegen seinen Willen dort festgehalten wird. Bei einem gemeinsamen Ausbruchsversuch entkommen sie, doch Beth wird wieder eingefangen und zurückgebracht. Noah trifft daraufhin auf Daryl und Carol, die auf der Suche nach Beth in Atlanta unterwegs sind. Wenig später wird Carol von Dawns Leuten angefahren, ins Krankenhaus gebracht und durch Beths Einsatz erfolgreich behandelt. Daryl informiert derweil seine Gruppe über die Ereignisse. Gemeinsam mit Noah, Rick, Tyreese und Sasha gelingt es ihnen, Carol durch einen Gefangenenaustausch zu befreien. Beth wird von Dawn jedoch versehentlich erschossen, als diese sie unvermittelt mit einer Schere angreift. Daryl reagiert sofort und erschießt Dawn. Die Gruppe um Abraham trifft derweil mit Vater Gabriel, Michonne, Carl und Judith ebenfalls am Grady Memorial ein. Die Freude über die Nachricht, dass Beth noch lebt, wird jäh von tiefer Trauer um deren Verlust abgelöst. Maggie bricht beim Anblick ihrer getöteten Schwester unter Tränen zusammen.
Ricks Gruppe beschließt, die Gegend um Atlanta zu verlassen, um Noahs letzte Zuflucht in Shirewilt bei Richmond (Virginia) aufzusuchen, die sie verwüstet vorfinden. In Noahs altem Haus wird Tyreese von einem Beißer angegriffen und infiziert. Die Gruppe amputiert seinen verletzten Arm, doch er stirbt trotzdem aufgrund des starken Blutverlustes. Da Sasha bereits kurz zuvor Bob, in den sie sich verliebt hatte, verloren hat, verfällt sie in eine Depression, wird lebensmüde und distanziert sich vom Rest der Gruppe. Von den Strapazen der vergangenen Tage entkräftet und entmutigt, wandert die Gruppe ziellos eine Straße entlang und kümmert sich nicht einmal mehr um die Beißer, von denen sie verfolgt wird, solange sie ihr nicht gefährlich nahe kommen. Nach einigen Tagen finden die Überlebenden mitten auf der Straße einige gefüllte Wasserflaschen „von einem Freund“ vor und befürchten, ausgespäht zu werden. Aus Angst rühren sie das Wasser trotz fortgeschrittener Dehydrierung nicht an. Zeitgleich zieht ein Sturm auf und Ricks Gruppe sucht Schutz in einer verlassenen Scheune im Wald. Am nächsten Morgen werden Sasha und Maggie von einem Mann namens Aaron angesprochen, der um Audienz bei Rick bittet. Er behauptet, Mitglied einer friedlichen Gemeinschaft zu sein, die in einer durch eine meterhohe Stahlmauer geschützten Stadt lebt und nach neuen Mitgliedern sucht, die sie bereichern sollen. Rick glaubt Aarons Geschichte nicht und bedroht ihn. Auf Michonnes Drängen hin und nach vorheriger Überprüfung einiger Behauptungen Aarons, willigt Rick schließlich ein, nach Alexandria zu fahren. Dort angekommen, nimmt Deanna, die Anführerin der Alexandrianer, die Gruppe auf und weist ihnen zwei Wohnhäuser in der Siedlung zu. Zudem ernennt sie Rick zum Sheriff und Michonne zu seiner Partnerin.
Die Überlebenden sind verblüfft und zunehmend frustriert über die Sorglosigkeit und Naivität der Bewohner von Alexandria im Umgang mit Außenstehenden – Menschen wie auch Beißer. Da die meisten Bewohner beinahe seit Beginn der Apokalypse von Mauern geschützt und weitgehend von der Außenwelt abgeschirmt gelebt haben, verfügen die wenigsten von ihnen über Kampferfahrung, geschweige denn über eine realitätsnahe Vorstellung der neuen, brutalen Welt außerhalb dieser Mauern. Mehrere Hinweise auf die offensichtlichen Schwachstellen in ihrem System stoßen bei Deanna, die von ihrem Führungsstil fest überzeugt ist, auf wenig Verständnis. An seinem ersten Tag in Alexandria lernt Rick die verheiratete Mutter Jessie Anderson kennen und entwickelt mit der Zeit Gefühle für sie. Nachdem er erfährt, dass Jessies Mann Pete sie körperlich misshandelt, kommt es zu einem Konflikt mit Deanna, die ihm jede Einmischung in die Sache verbietet. Als Rick dennoch dem Paar dazwischenfunkt, kommt es zu einer brutalen Schlägerei zwischen den beiden Männern, die durch Michonnes Eingreifen beendet wird. Während eines Rates, der darüber entscheiden soll, ob Rick aus der Gemeinschaft ausgeschlossen wird, rastet Pete aus und tötet Deannas Ehemann Reg. Dadurch lösen sich Deannas Zweifel gegenüber Rick: Sie fordert ihn auf, den Mörder ihres Mannes zu erschießen, was Rick dann auch ohne jedes Zögern tut. Zeitgleich trifft Morgan in Alexandria ein, der von Daryl und Aaron ebenfalls als Bewohner rekrutiert wurde.

## Episoden
| Nr. (ges.) | Nr. (St.) | Deutscher Titel           | Originaltitel                     | Erstausstrahlung USA | Deutschsprachige Erstausstrahlung (D) | Regie                 | Drehbuch                       | Quoten (USA) |
| --- | --------- | ------------------------- | --------------------------------- | -------------------- | ------------------------------------- | --------------------- | ------------------------------ | ------------ |
| 52 | 1         | Keine Zuflucht            | No Sanctuary                      | 12. Okt. 2014        | 13. Okt. 2014                         | Greg Nicotero         | Scott M. Gimple                | 17,29 Mio.   |
| In Rückblenden werden die Einwohner von Terminus angegriffen und von Plünderern gefangen genommen. Die Einwohner von Terminus konnten dann aber die Plünderer überwinden und wurden ihrerseits zu Metzgern. Sie locken mit den Schildern Hilfesuchende nach Terminus, wo sie geschlachtet und zu Fleisch verarbeitet werden. In der Gegenwart erfahren Carol und Tyreese zufällig von Martin, einem Späher aus Terminus, den sie vor einer Hütte überwältigen konnten, dass Carl und Michonne dort gefangen gehalten werden. Carol macht sich auf den Weg, um die Gruppe zu befreien, während Tyreese zurückbleibt und auf Judith aufpasst. Als Martin Judiths Leben bedrohen kann, um Tyreese zu erpressen und ihn so aus der Hütte zu schicken, vor der viele Beißer sind, tötet Tyreese alle Beißer und kann anschließend Martin wieder überwältigen und töten. Carol verursacht die Explosion eines Gastanks, wodurch Teile von Terminus in Brand geraten und eine Herde von Beißern angezogen wird und in das Gelände eindringt. Dadurch kann sie die Hinrichtung von Rick, Daryl, Glenn und Bob abwenden, die ihre Möglichkeit nutzen, um den in Terminus lebenden Kannibalen zu entkommen. Die vier kämpfen sich durch die Herde von Beißern und die restlichen Einwohner von Terminus und retten schließlich den Rest ihrer Gruppe, der immer noch im Waggon eingeschlossen war. Gareth – der Anführer von Terminus – wird auf dem Dach bei einem Schusswechsel von Rick angeschossen, danach können sich alle der Gruppe um Rick über den Zaun in den Wald retten. Im nahen Wald sammeln sie die zuvor versteckten Waffen wieder ein. Als Rick noch einmal zurückgehen will, um die Überlebenden von Terminus zu töten, lehnt der Rest der Gruppe dies ab und sie ziehen weiter. Abraham plant jedoch nach wie vor, Eugene nach Washington zu eskortieren, um das Virus zu bekämpfen. Rick sieht eines der Schilder, das sie nach Terminus geführt hatte, und schreibt es zu „No Sanctuary“ („Keine Zuflucht“) um. Es folgt abschließend wieder ein Rückblick auf die gefangenen und von den Plünderern misshandelten Einwohner von Terminus, in welchem Gareth feststellt, dass man entweder der Metzger oder die Herde sei und sie sich es zurückholen würden. In einer Post-Credit-Szene (die erste der Serie) sieht man Morgan Jones, welcher das Schild mit dem Hinweis „Keine Zuflucht“ findet. |           |                           |                                   |                      |                                       |                       |                                |              |
| 53 | 2         | Gabriel                   | Strangers                         | 19. Okt. 2014        | 20. Okt. 2014                         | David Boyd            | Robert Kirkman                 | 15,14 Mio.   |
| Während die Gruppe sich weiter durch den Wald bewegt, glaubt Daryl eines Abends, etwas im Gebüsch bemerkt zu haben, kann jedoch nichts entdecken. Am nächsten Tag finden sie einen Priester, Gabriel Stokes, der vorgibt, weder einen Beißer noch einen Menschen je getötet zu haben. Die Gruppe begleitet Gabriel zu dessen Kirche, um dort vorübergehend unterzukommen. Gabriel, der dank vor dem Ausbruch des Virus für die örtliche Tafel gespendeter Konservendosen überleben konnte, berichtet, dass es im Gebäude der Tafel noch Nahrungsmittel gibt, sich dort jedoch Beißer aufhalten. Rick spricht mit Carl und äußert sein Misstrauen gegenüber Gabriel, er bittet ihn aufzupassen und niemandem zu vertrauen, während er mit Gabriel, Michonne, Bob und Sasha zur Tafel aufbricht. Dort entdecken die fünf einige Beißer in einem überfluteten Bereich; Bob wird unter Wasser gezerrt, kann sich jedoch befreien. Rick bemerkt, dass Gabriel etwas verbirgt, doch er will weiterhin nichts erzählen. Die Gruppe macht sich mit Lebensmitteln auf den Weg zurück zur Kirche. Auf der Kirchenfassade entdeckt Carl die Worte „You’ll burn for this“ („Dafür wirst du brennen“). Während des Abendessens erklärt Abraham, dass es notwendig sei, sich langsam wieder auf den Weg nach Washington zu machen; Rick stimmt ihm zu. Tara gesteht Maggie, dass sie mit dem Governor das Gefängnis angegriffen hatte, Maggie zählt sie jedoch nun zur Gruppe. Rick dankt Gabriel für die Unterkunft, droht ihm jedoch mit Konsequenzen, falls sein Geheimnis die Gruppe gefährden sollte. Carol und Daryl gehen zu einem fahrtüchtigen Auto, das die beiden bereits zuvor gefunden hatten. Als plötzlich ein anderes Auto in hohem Tempo an ihnen vorbeifährt, erkennt Daryl es als das Fahrzeug, das er bei der mutmaßlichen Entführung von Beth gesehen hatte. Die beiden verfolgen das Auto. Bob, der in der Zwischenzeit die Kirche verlassen hat, wird von Gareths Leuten gefangen genommen. Als Bob wieder zu sich kommt, registriert er, dass sein Bein amputiert wurde und dieses von Gareths Leuten, die sich als Jäger bezeichnen, gegessen wird. |           |                           |                                   |                      |                                       |                       |                                |              |
| 54 | 3         | Vier Wände und ein Dach   | Four Walls and a Roof             | 26. Okt. 2014        | 27. Okt. 2014                         | Jeffrey F. January    | Angela Kang                    | 13,80 Mio.   |
| Bob liegt bei dem Feuer an einer Schule, in der eine Menge Beißer eingeschlossen sind und spricht mit Gareth. Dieser erklärt ihm erneut seine abstrusen Theorien. Bob bekommt einen hysterischen Lachanfall und zeigt ihm seine Bisswunde, die er von dem Beißer im Wasser erhalten hat. Gareths Leute spucken und würgen das Fleisch aus und wollen Bob töten. Inzwischen sucht Sasha Bob außerhalb der Kirche und stellt fest, dass sie beobachtet werden. Als sie wieder in der Kirche ist, stellt sie Gabriel zur Rede, unterstützt von Rick. Unter massivem Druck erzählt Gabriel, dass er die Kirche für seine Gemeinde verschlossen und keinen herein gelassen habe, während diese draußen von den Beißern getötet wurden. Plötzlich hören sie ein Pfeifen und finden Bob vor der Kirche liegen. Sie holen ihn nach innen und erfahren, was ihm passiert ist, auch dass er infiziert ist. Abraham will die Kirche umgehend mit dem inzwischen reparierten Bus verlassen und streitet mit Rick, während Glenn vermittelt. Sie einigen sich darauf, dass er noch einen Tag bleibt, wenn Tara, Glenn und Maggie ihn dann nach Washington begleiten. In einer Zwischenblende sieht man, wie an der Schule mit den eingesperrten Beißern das Glas eines Fensters Risse bekommt. Tyreese, Carl, Rosita und Gabriel verschanzen sich mit Judith im Büro, der Rest verlässt die Kirche und verschwindet im Wald. Kurz darauf erscheint Gareth mit seiner Gruppe vor der Kirche und dringt dort ein. Er weiß ganz genau, wer noch in der Kirche ist, allerdings nicht genau wo und droht ihnen mit dem Tod. Als Judith zu weinen anfängt, will er in das Büro eindringen, als plötzlich von hinten zwei seiner Leute erschossen werden. Rick und die anderen tauchen auf und entwaffnen Gareths Gruppe. Als Rick mit Gareth spricht, sieht man die Machete mit dem roten Griff an seinem Gürtel. Rick kündigt an, sein Versprechen einzulösen und tötet Gareth, die anderen den Rest der Gruppe. Michonne findet im Gepäck der Menschenfresser ihr Schwert wieder. Kurz darauf stirbt Bob. Als Sasha ihn komplett töten will, übernimmt Tyreese das für sie. Am nächsten Morgen fährt Abraham mit einem Teil der Gruppe ab, übergibt Rick zuvor aber eine Karte mit der geplanten Route. In der nächsten Nacht sitzt Michonne auf der Treppe der Kirche und spricht kurz mit Gabriel, als sie ein Geräusch hört. Aus dem Wald taucht Daryl auf, offensichtlich in Begleitung. |           |                           |                                   |                      |                                       |                       |                                |              |
| 55 | 4         | Slabtown                  | Slabtown                          | 2. Nov. 2014         | 3. Nov. 2014                          | Michael E. Satrazemis | Matthew Negrete                | 14,52 Mio.   |
| Beth erwacht in einem Patientenzimmer eines Krankenhauses in Atlanta. Die Polizistin Dawn Lerner leitet das Hospital und weist ihr eine Aufgabe als Krankenschwester unter Aufsicht des einzigen Arztes, Dr. Steven Edwards, zu. Dawn zwingt alle geretteten Menschen, unabhängig davon, ob diese freiwillig oder unfreiwillig ins Krankenhaus gebracht wurden, dazu, sich einzugliedern und Aufgaben zu erledigen. Sie hofft auf eine Rettung aller durch das Militär. Edwards führt Beth durch das Krankenhaus und erklärt ihr, dass jedem geholfen werde, dem man helfen könne, solange dadurch keine Verschwendung von Ressourcen stattfinde. Als der stark verletzte Gavin Trevitt in das Krankenhaus eingeliefert wird, erwartet Dawn um jeden Preis, dass Edwards ihn rettet. Als Edwards aufgibt, verpasst Dawn Beth eine Ohrfeige. Beth muss den beiden helfen, Joans Arm zu amputieren, nachdem diese nach einem Fluchtversuch aus dem Krankenhaus gebissen und wieder eingefangen worden ist. Dies geschieht gegen ihren Willen, Edwards erklärt Beth jedoch, dass sie ihren Rettern etwas schuldig sei und somit helfen müsse. Später lernt sie Noah kennen, einen Arbeiter aus der Wäscherei, der Beth erzählt, dass die Verantwortlichen nur schwache Menschen retten und dass er nach Virginia flüchten wolle, wo es einen ummauerten Zufluchtsort gebe. Der Polizist Gorman, der Beth gerettet hatte, beginnt sie sexuell zu belästigen, wird jedoch von Edwards unterbrochen. Beth fragt ihn, warum er unter diesen Umständen weiterhin im Krankenhaus sei; er entgegnet, dass es immer noch besser sei als zwischen den Beißern außerhalb des Krankenhauses. Er bittet Beth, dem verletzten Trevitt eine Dosis Clozapin zu verabreichen, woraufhin dieser jedoch anfängt, unter Anfällen zu leiden und schließlich stirbt. Noah nimmt die Schuld auf sich, woraufhin dieser von Dawn verprügelt wird. Beth wird später von ihr damit konfrontiert, da sie die Lüge durchschaut habe. Beth und Noah planen schließlich, durch den Aufzugschacht aus dem Krankenhaus zu fliehen. Während Beth die Schlüssel in Dawns Büro sucht, entdeckt sie Joan auf dem Boden, die offenbar Selbstmord begangen hat. Gorman kommt herein und bedrängt sie erneut sexuell, woraufhin Beth, die bemerkt hat, dass Joan wieder als Beißer erwacht, ihm ein Glas auf dem Kopf zertrümmert. Gorman stürzt zu Boden und wird von Joan angefallen. Beth und Noah setzen ihren Fluchtplan in die Tat um. Beth wird vor dem Krankenhaus von Polizisten gestellt – doch Noah entkommt. Später konfrontiert Beth Dawn mit ihren Methoden und damit, dass sie ihretwegen alle sterben würden, woraufhin Dawn sie schlägt. Anschließend lässt Beth Edwards wissen, dass ihr klar ist, dass er Trevitt durch sie absichtlich getötet hat, da dieser ebenfalls Arzt war und Edwards Position als einziger Arzt sonst gefährdet hätte. Als sie später auch Edwards töten will, wird gerade die bewusstlose Carol auf einer Trage in den Flur gefahren. |           |                           |                                   |                      |                                       |                       |                                |              |
| 56 | 5         | Selbsthilfe               | Self Help                         | 9. Nov. 2014         | 10. Nov. 2014                         | Ernest Dickerson      | Heather Bellson                | 13,53 Mio.   |
| In Rückblenden wird Abraham gezeigt, wie er mehrere Menschen tötet, die seine Familie bedrohten und überfielen. Seine Familie reagiert schockiert darauf und verlässt ihn mitten in der Nacht, während er schläft. Am nächsten Tag findet Abraham sie von Beißern zerrissen vor. Als er sich erschießen will, schreit der vor Beißern flüchtende Eugene um Hilfe, woraufhin Abraham die Beißer tötet. Eugene erzählt ihm anschließend von seiner Mission. In der Gegenwart fahren Abraham, Rosita, Eugene, Tara, Maggie und Glenn im Kirchenbus gerade an einer Gruppe Beißer vorbei, als plötzlich ein Defekt am Fahrzeug auftritt, Abraham die Kontrolle verliert, ihr Bus auf ein Fahrzeug prallt und sich überschlägt. Die Sechs bleiben jedoch unverletzt, können sich aus dem Bus retten, bevor dieser in Flammen aufgeht und sich der Beißer entledigen. Die Gruppe findet schließlich einen Buchladen, der ihnen als Unterschlupf für die Nacht dient. Abraham dankt Glenn für seine Begleitung und Unterstützung. Eugene beobachtet – wie gelegentlich zuvor und von diesen nicht unbemerkt – Abraham und Rosita beim Sex und wird von Tara ertappt. Ihr gesteht er, dass er die Benzinleitung des Busses sabotiert hat. Auf die Frage „Warum?“ entgegnet er, dass er alleine nicht überleben kann und keinen Wert mehr besitzen und die Gruppe ihn nicht länger beschützen würde, könnte er die Welt nicht retten. Tara erwidert, dass sie Freunde seien und verspricht ihm, sein Geheimnis nicht zu verraten. Am nächsten Tag entscheidet Abraham, dass sie weiter ziehen sollten und versucht zu diesem Zweck, ein Feuerwehrfahrzeug wieder in Gang zu bekommen. Er fährt es einige Meter von der Feuerwache weg, aus der nun etliche Beißer entkommen können und die Gruppe bedrängen. Eugene kann die Beißer mithilfe der Wasserspritze auf dem Dach des Feuerwehrfahrzeugs außer Gefecht setzen. Schließlich macht sich die Gruppe mit dem Fahrzeug auf den Weg. Nicht lange danach kommen sie aufgrund eines Fahrzeugschadens erneut zum Stehen und Abraham bestimmt, zu Fuß weiterzugehen. Sie entdecken eine gewaltige Herde Beißer in einiger Entfernung vor sich auf der Straße. Abraham will mitten durch die Menge gehen, doch Glenn bittet ihn, zurück in die Stadt zu gehen oder einen anderen Weg zu finden. Abraham wird wütend und zieht Eugene zurück zum Fahrzeug. Als der Rest der Gruppe in ein Handgemenge mit Abraham gerät, gesteht Eugene, dass er weder Wissenschaftler sei noch den Grund für den Ausbruch des Virus oder ein Gegenmittel kenne. Während die anderen nach diesem Geständnis um Fassung ringen, erklärt er weiter, dass er seine Intelligenz dazu genutzt habe, andere anzulügen, damit diese ihn nach Washington, D.C. bringen, so wie auch Abraham es tun wollte, da dies einer der besten Orte zum Überleben sei. Abraham schlägt ihn daraufhin bewusstlos, bis er von Rosita davon abgehalten wird, ihm Schlimmeres anzutun. Abraham läuft zurück Richtung Stadt und bricht auf der Fahrbahn in Tränen aufgelöst zusammen. |           |                           |                                   |                      |                                       |                       |                                |              |
| 57 | 6         | Verschwunden              | Consumed                          | 16. Nov. 2014        | 17. Nov. 2014                         | Seith Mann            | Matthew Negrete                | 14,07 Mio.   |
| Daryl und Carol verfolgen weiterhin das Auto mit dem weißen Kreuz aus Folge 2 (Gabriel), das Daryl bei der Entführung von Beth gesehen hat. Als sie ihm bis nach Atlanta gefolgt sind, suchen sie sich einen Unterschlupf für die Nacht, welchen sie schließlich in einem Frauenhaus finden. Am nächsten Tag erblicken sie von einem Bürohochhaus einen zur Hälfte über einer Brücke hängenden Krankenwagen mit einem weißen Kreuz. Auf dem Weg dorthin entwendet ihnen Noah die Waffen; als Carol ihm ins Bein schießen will, hindert Daryl sie daran und meint, dass Noah nur „ein dummer Junge“ sei. Carol und Daryl untersuchen den Krankenwagen und stoßen auf einen Hinweis auf das Krankenhaus, in welchem Beth gefangen ist. Dabei werden sie jedoch von Beißern überrascht, vor denen sie sich im Wageninneren verschanzen. Da ein Ausbruch unmöglich wird, bleibt ihnen keine Alternative, als den Wagen durch Gewichtsverlagerung die Brücke hinabzudrücken. Carol und Daryl bleiben durch den Sturz soweit unverletzt und machen sich auf den Weg zum Krankenhaus. In einem Gebäude ganz in der Nähe treffen sie wieder auf Noah, welcher sich mit Beißern auseinandersetzen muss. Daryl wirft ihn mittels Bodycheck in ein Regal, welches daraufhin umkippt, und nimmt ihm die Waffen wieder ab. Als Carol Noah unter dem Schrank hervor hilft, erzählt dieser ihnen, dass sich Beth definitiv im Krankenhaus befindet und ihm bei der Flucht geholfen hat. Auf der Straße wird Carol von einem Wagen des Krankenhauses angefahren und auf einer Trage in das Krankenhaus gebracht. Daryl möchte auf den Wagen losstürmen, Noah hält ihn jedoch zurück, da das Krankenhaus ihre Verletzungen heilen könnte. Daryl macht sich mit Noah auf den Weg zurück zur Kirche, um Verstärkung bei der Befreiung von Beth und Carol zu holen. |           |                           |                                   |                      |                                       |                       |                                |              |
| 58 | 7         | Zug um Zug                | Crossed                           | 23. Nov. 2014        | 24. Nov. 2014                         | Billy Gierhart        | Seth Hoffman                   | 13,33 Mio.   |
| Nachdem Daryl zur Gruppe in der Kirche zurückgekehrt ist, sichern diese das Gebäude und Rick, Sasha, Tyreese, Daryl und Noah machen sich auf den Weg nach Atlanta, um Beth und Carol zu retten. Carl, Michonne und Gabriel bleiben mit Judith zurück. Carl erklärt Gabriel, dass er sich selbst verteidigen können müsse, da es keinen sicheren Ort gebe, woraufhin dieser sich in einen Raum zurückzieht und durch ein Loch im Boden flieht. Im Krankenhaus versucht Beth, Carol zu helfen, nachdem die Geräte, welche sie am Leben erhalten, abgeschaltet werden sollen. Sie erhält den Schlüssel für den Medizinschrank von Officer Dawn. Dr. Stevens erzählt ihr, dass sie Carol eine Dosis Epinephrin verabreichen solle; außerdem macht er Beth klar, dass Dawn ihr den Schlüssel sicher nicht „aus reiner Herzensgüte“ gegeben habe. Beth verabreicht Carol das Medikament und bleibt neben ihr am Bett stehen. Während Maggie bei Eugene und Abraham bleibt, besorgen Rosita, Glenn und Tara frisches Wasser und fangen Fische. Rosita erzählt dabei, wie sie Abraham kennengelernt hat. Als Maggie Abraham eine Flasche Wasser gibt, erwacht Eugene. Rick schlägt vor, das Krankenhaus zu überfallen und Carol und Beth somit schnellstmöglich zu befreien, Tyreese aber macht den Vorschlag, Polizisten des Krankenhauses als Geisel zu nehmen und mithilfe derer zu verhandeln. Nachdem sie Noah als Köder nutzen, gelingt es der Gruppe schließlich nach einem Handgemenge, drei Polizisten einzufangen. Officer Bob Lamson, einer der gefangenen Polizisten, bietet Rick an, ihnen zu helfen, indem er der Gruppe erzählt, wie er mit Officer Dawn verhandeln müsse. Nachdem Sasha, die immer noch um Bob trauert (siehe Folge 3, Vier Wände und ein Dach), sich mit Lamson unterhält, erfährt sie, dass sein Partner in der Nähe liegt, welcher bei der Bombardierung von Atlanta umkam und als Beißer wieder erwacht sei. Sasha bietet ihm an, ihn zu töten und Lamson führt sie zu einem Fenster, von welchem aus Sascha ihn erschießen könnte. Als sie mit dem Gewehr einen der Beißer anvisiert, wird sie von Lamson gegen das Fenster geworfen und sinkt bewusstlos zusammen, wodurch Lamson, die Hände auf dem Rücken gefesselt, flüchten kann. |           |                           |                                   |                      |                                       |                       |                                |              |
| 59 | 8         | Coda                      | Coda                              | 30. Nov. 2014        | 1. Dez. 2014                          | Ernest Dickerson      | Angela Kang                    | 14,81 Mio.   |
| Der fliehende Lamson wird von Rick mit dem Auto verfolgt und zum Stehenbleiben aufgefordert. Lamson läuft weiter, Rick bringt ihn mit dem Fahrzeug zu Fall und erschießt ihn, da scheinbar sein Genick gebrochen ist. Die beiden anderen Officers versprechen zu lügen und Dawn zu erzählen, dass Lamson durch Verfaulte getötet worden sei. Gabriel erreicht währenddessen die Schule und das alte Camp der Überlebenden aus Terminus und entdeckt Bobs gegrilltes Bein auf dem Grill. Die Beißer in der Schule brechen durch die Tür und Gabriel rennt zurück zur Kirche, wobei die Beißer ihm folgen. Als Carl und Michonne die Türe öffnen, um ihn hereinzulassen, gelingt es auch den Beißern, die Kirche zu betreten, woraufhin die drei mit Judith die Kirche durch das Loch im Boden verlassen, welches Gabriel zuvor benutzt hatte. Kurz nach Verlassen der Kirche erreichen Abraham, Rosita, Eugene, Glenn und Maggie die Kirche mit dem Feuerwehrtruck und Glenn erklärt Michonne, dass Eugene ein Lügner war. Diese erzählt ihnen, dass Beth noch lebt und sich im Grady Memorial Hospital in Atlanta befindet, woraufhin sich die Gruppe auf den Weg dorthin macht. Währenddessen diskutieren Beth und Dawn darüber, dass Dawn Beth schützen würde, da sie sowohl Gormans Tod als auch die Tatsache, dass sie Carol gerettet habe, vor den anderen geheim halten würde. Als sie bemerken, dass Officer O’Donnell sie belauscht und er Dawn verraten will, töten die beiden ihn, indem Beth ihn den Aufzugschacht hinunterschubst, nachdem Dawn und O’Donnell miteinander kämpften. Kurz danach beschuldigt Beth Dawn, dass diese sie nur decken würde, um sich selbst zu schützen; außerdem macht sie deutlich, dass sie wie Noah entkommen werde. Dawn widerspricht ihr daraufhin und erzählt ihr, dass Noah zurückkommen werde. Ricks Gruppe kommt schließlich im Krankenhaus an und trifft auf Dawn und ihre Leute. Die beiden Officers werden im Austausch gegen Carol und Beth übergeben. Als Rick und die anderen sich auf den Weg machen wollen, fordert Dawn die Rückgabe von Noah, da Beth nur dessen Aushilfe gewesen sei und Noah somit jetzt wieder gebraucht werde. Er will Folge leisten und Beth verabschiedet sich von ihm. Als Dawn Beth daran erinnert, dass sie ja bereits gesagt habe, Noah werde wiederkommen, sticht Beth ihr mit einer in ihrem Gips versteckten Schere in die Brust. Instinktiv feuert Dawn daraufhin die bereits gezogene Waffe ab und tötet Beth so durch einen Schuss in den Kopf. Alle sind kurz geschockt und Dawn beteuert, dass sie das nicht gewollt habe – aber Daryl erschießt sie sofort. Beide Gruppen richten wieder ihre Waffen aufeinander, aber Officer Shepherd entschärft die Situation und erklärt, dass es nur um Dawn gegangen sei. Rick lehnt das Angebot von Edwards ab, im Krankenhaus zu bleiben und bietet den anderen seinerseits an, ihm und seiner Gruppe zu folgen. Nur Noah nimmt das Angebot an. Ricks Gruppe verlässt das Krankenhaus und trifft dort auf die anderen, die mit dem Feuerwehrfahrzeug mittlerweile am Krankenhaus angekommen sind. Daryl trägt Beths toten Körper nach draußen; als Maggie ihn sieht, bricht sie aufgelöst zusammen. Morgan Jones ist weiterhin auf der Suche nach Ricks Gruppe und erreicht schließlich die Kirche, wo er Abrahams Karte an Rick mit dem Hinweis „Come to Washington. The new World needs Rick Grimes.“ („Geh nach Washington. Die neue Welt braucht Rick Grimes.“) findet. |           |                           |                                   |                      |                                       |                       |                                |              |
| 60 | 9         | Der hohe Preis fürs Leben | What Happened and What’s Going On | 8. Feb. 2015         | 9. Feb. 2015                          | Greg Nicotero         | Scott M. Gimple                | 15,64 Mio.   |
| Nachdem man gesehen hat, wie die Gruppe an einem Grab trauert, schlägt Rick vor, nach Richmond zu fahren, um den Ort zu suchen, an welchen Beth Noah begleiten wollte. Rick, Glenn, Tyreese, Noah und Michonne bilden eine Vorhut, um den Ort zu überprüfen, der von Beißern überrannt wurde. Noah bricht zusammen, als ihm bewusst wird, dass er seine Familie verloren hat. Während Tyreese bei ihm bleibt, macht sich der Rest auf die Suche nach brauchbaren Gegenständen und Lebensmitteln. Als Tyreese versucht, Noah zu trösten, springt dieser auf und rennt zu seinem Familienhaus, Tyreese folgt ihm. Dort angekommen, betritt Tyreese zuerst das Haus, um zu prüfen, ob es sicher ist. Innen finden sie eine Leiche mit eingeschlagenem Schädel, welche Noah unter Tränen mit einem Tuch bedeckt. Tyreese überprüft ein Kinderzimmer und stellt anhand von Fotos fest, dass Noah Zwillingsbrüder hatte. Einer der Brüder, mittlerweile ein Beißer, beißt Tyreese in den Arm. Noah erschlägt seinen Bruder und verspricht Tyreese, Hilfe zu holen. Tyreese hat zwischenzeitlich Halluzinationen, in welchen Martin (aus Terminus), Bob, die beiden Mädchen Lizzie und Mika sowie der Governor und Beth erscheinen. Martin und der Governor diffamieren Tyreeses Handeln als schwach und erklären, dass sein Tod der Preis dafür sei. Die anderen vier reden ihm gut zu und verteidigen jegliches Handeln. Michonne setzt sich derweil dafür ein, den Ort wieder aufzubauen, Rick jedoch erklärt, dass dies aussichtslos sei. Michonne kann Rick jedoch davon überzeugen, wenigstens nach Washington, D.C. zu fahren, um dort nach Schutz zu suchen. Als sie Noahs Hilferufe hören, eilen sie zu dessen Elternhaus, wo Michonne Tyreese den Unterarm abtrennt und die Gruppe ihn zum Auto trägt. Tyreese, der zwischenzeitlich wieder bei vollem Bewusstsein war, stirbt während der Fahrt, begleitet von einer weiteren Halluzination mit Beth, Bob, Lizzie und Mika. Das Grab aus dem Anfang der Folge entpuppt sich schließlich nicht als Beths, sondern als das von Tyreese. Während Gabriel aus der Bibel vorliest, versucht der Rest der Gruppe unter Trauer, den weiteren Verlust zu verarbeiten. |           |                           |                                   |                      |                                       |                       |                                |              |
| 61 | 10        | Lebende Tote              | Them                              | 15. Feb. 2015        | 16. Feb. 2015                         | Julius Ramsay         | Heather Bellson                | 12,26 Mio.   |
| Die Gruppe hat auf dem Weg nach Washington D.C. mit Hunger und Durst zu kämpfen. Alle sind in tiefer Trauer um die kürzlich verlorenen Freunde und Familienmitglieder, allen voran Daryl und Sasha. Daryl fügt sich mittels einer brennenden Zigarette selbst eine Verbrennung zu. Sashas Trauer um ihren Bruder Tyreese treibt sie zu unüberlegten Zornreaktionen, was ihre Gefährten bei der Beseitigung einer ihnen hinterherlaufenden Beißergruppe in Gefahr bringt. Nach einer Weile findet die Gruppe mitten auf der Straße einen großen Wasservorrat mit einem Zettel, auf welchem in großen Buchstaben „Von einem Freund“ geschrieben steht. Eugene bietet sich als Vorkoster an, aber Abraham schlägt ihm die bereits zum Mund geführte Flasche aus den Händen. Ihre schlechten Erfahrungen lassen sie das Wasser nicht trinken, ihr Durst findet jedoch ein Ende, als es kurz darauf kräftig zu regnen beginnt. Als sich ein heftiger Sturm ankündigt, flüchtet die Gruppe in eine nahe gelegene Scheune. Am Feuer unterhält sich Rick mit einigen anderen und erzählt von seinem Großvater im Zweiten Weltkrieg, der diesen überleben konnte, obwohl er sich als todgeweiht ansah. Rick erklärt, dass sie nun „die wandelnden Toten“ seien, und auch überleben könnten. In der Nacht wird Daryl durch den Sturm geweckt und kann gerade noch die Scheunentür schließen, ehe eine Herde Beißer eindringen kann. Durch den Lärm werden auch die anderen nach und nach wach und drücken nun gemeinsam von innen gegen die Tür, um die Beißer am Durchbrechen zu hindern. Nachdem am nächsten Morgen der Sturm vorübergezogen ist, bittet Maggie Sasha, mit ihr zu kommen, um den Sonnenaufgang zu betrachten. Draußen wurden die Beißer durch vom Sturm ausgerissene Bäume erdrückt oder aufgespießt. Am Rande eines Feldes taucht ein Mann auf, der sich als Aaron vorstellt und mit dem Anführer Rick sprechen möchte. |           |                           |                                   |                      |                                       |                       |                                |              |
| 62 | 11        | Akrasia                   | The Distance                      | 22. Feb. 2015        | 23. Feb. 2015                         | Larysa Kondracki      | Seth Hoffman                   | 13,44 Mio.   |
| Nachdem Sasha und Maggie den Fremden entwaffnet und seine Sachen an sich genommen haben, bringen sie ihn in die Scheune zu den anderen. Aaron beschreibt wortgewandt und höflich den hinter hohen Zäunen gesicherten Aufenthaltsort seiner Gemeinschaft und lädt die Gruppe ein, mitzukommen, sich umzusehen und Teil der Gemeinschaft zu werden, aber Rick schlägt ihn aus heiterem Himmel nieder. Als Carl beim Durchsuchen seines Rucksacks eine Leuchtpistole findet, ist Rick klar, dass diese dafür gedacht ist, anderen zu signalisieren, wo sich die Gruppe aufhält. Als Aaron wieder zu sich kommt, will Rick wissen, wie viele seiner Leute draußen sind. Aaron nennt „einen“ und erzählt von zwei entfernt geparkten Fahrzeugen und auch, dass er es war, der ihnen das Wasser auf die Straße gestellt hat (Episode 10). Rick ist äußerst misstrauisch und hält einen Angriff für möglich; Michonne ist entschlossen, seine Angaben zu überprüfen. Rosita, Abraham, Michonne, Glenn und Maggie machen sich auf die Suche nach den Fahrzeugen. Rick droht Aaron, ihn zu töten, wenn die Fünf nicht innerhalb einer Stunde zurück seien. Indessen finden diese einen PKW und ein Wohnmobil mit Lebensmitteln, welchen der Weg durch den Sturm in der letzten Nacht versperrt wurde. In der Scheune bietet Aaron Rick ein Glas Apfelmus aus seinem Rucksack für die schreiende Judith an, welches Rick ihn vorab zu probieren zwingt. Als der Rest der Gruppe mit den Lebensmitteln und den Autos zurückkehrt, entscheidet Michonne, dass die Gruppe mitgeht. Sie macht sich in der Nacht auf den von Aaron bezeichneten Weg Richtung Norden. Rick misstraut ihm weiterhin und benutzt eine andere als die von ihm gewollte, weil gesäuberte Strecke. Das vorausfahrende Auto mit Rick, Michonne, Glenn und dem gefesselten Aaron fährt in eine Horde Streuner, kommt zum Stehen und wird auch von den anderen im Wohnmobil getrennt. Die Gruppe um Rick sieht im Nachthimmel eine Leuchtrakete und während Aaron voller Panik und gefesselt in diese Richtung in den Wald rennt, entschließen sie sich, ihm zu folgen, um die andere Gruppe vielleicht dort wiederzufinden. Im Wald kommt es zu Kämpfen mit den Untoten, wobei Glenn Aarons Fesseln trennt, damit dieser mitkämpfen kann, weil man es nur gemeinsam schaffen kann. Unterdessen hat sich die nachfahrende Gruppe in einem kleinen Laden verschanzt und Daryl führt mit Pfeifrufen die Gruppe um Rick zu sich. Als diese dort ankommt, ruft Aaron nach seinem Freund Eric, welchen er mit einem gebrochenen Knöchel in einem Hinterzimmer und schon verarztet vorfindet. Glenn redet auf Rick ein, Aaron endlich Glauben zu schenken. Am Morgen machen sich alle mit den Fahrzeugen weiter auf nach Alexandria, den Ort, dessen Namen Aaron nun preisgegeben hat. Rick und Michonne hören beim Eintreffen vor den Toren Alexandrias Kinder spielen. Die Gruppe verlässt die Fahrzeuge und geht auf das Tor zu. |           |                           |                                   |                      |                                       |                       |                                |              |
| 63 | 12        | Erinnerung                | Remember                          | 1. März 2015         | 2. März 2015                          | Greg Nicotero         | Channing Powell                | 14,43 Mio.   |
| Aaron führt die Gruppe nach Alexandria hinein. Nachdem Sasha durch die schließenden Tore noch einen Beißer erschossen hat, wird Rick der Anführerin Deanna vorgestellt. Diese nimmt das Gespräch auf Video auf, um Transparenz zu gewährleisten. Kurz darauf wird die Gruppe aufgefordert, ihre Waffen abzugeben, solange sie sich in Alexandria aufhalten. Sie könnten jedoch jederzeit über diese verfügen, wenn sie die Stadt verlassen wollen. Aaron weist Rick und Carl ein Haus zu. Da sie endlich wieder fließendes Wasser und Solarstrom haben, wird dies gleich von Rick zu einer Dusche und Rasur genutzt. Eine blonde junge Frau namens Jessie, die ihm Vorräte vorbeibringt, bietet ihm an, die Haare zu schneiden, was er dankend annimmt. Da Rick noch immer misstrauisch ist, schlägt er der Gruppe vor, die kommende Nacht nicht getrennt zu verbringen, sondern zusammen in einem Haus zu schlafen, sodass man sie nicht aufteilen und dadurch schwächen könne. Carl lernt Ron, Jessies Teenager-Sohn, und durch ihn Enid, ein Mädchen in seinem Alter, kennen. Carl folgt ihr, als diese über den Zaun klettert, verliert sie jedoch aus den Augen. Er stößt auf Rick, der die Waffe sucht, welche er in einem alten Mixer versteckt hatte, bevor die Gruppe nach Alexandria kam. Diese ist jedoch verschwunden. Nachdem jeder der Neuankömmlinge ein aufgezeichnetes Einzelgespräch mit Deanna geführt hat, bekommen sie spezielle Aufgaben zugewiesen. So soll Carol sich fortan um die älteren Alexandria-Bewohner kümmern und gelegentlich etwas backen. Noah, Glenn und Tara sollen Deannas Sohn Aiden und Nicholas helfen, die Gegend zu erkunden und Nahrungsmittel zu besorgen. Aiden erzählt, dass sie einen Monat zuvor vier Leute auf einer Tour verloren hätten, die sich nicht an Absprachen gehalten hätten. Als Aiden und Nicholas die drei an einen Baum führen, an welchen die beiden einen Beißer gekettet hatten, ist dieser verschwunden; durch Pfeifen lockt Nicholas ihn wieder an. Als der Beißer Tara bedroht, ersticht ihn Glenn, woraufhin Aiden seine Befehle als Anführer missachtet sieht. Zurück im Camp kommt es daraufhin zu einer Rangelei zwischen Glenn, Aiden, Nicholas und Daryl. Deanna fordert daraufhin alle auf, ihre Waffen wieder abzugeben, schickt Aiden und Nicholas in ihr Büro und bedankt sich bei Glenn, dass dieser Aiden „eine reingehauen“ hat. Außerdem möchte sie, dass Rick und Michonne Sheriffe der kleinen Stadt werden, was die zwei annehmen. Nachdem sich Rick eine Uniform angezogen hat, folgt ein Gespräch zwischen ihm, Daryl und Carol. Carol befürchtet, dass die Gruppe schwach werden könnte, Rick negiert dies jedoch und erklärt, dass sie den Ort übernehmen würden, wenn die anderen es „nicht hinkriegen“ sollten. |           |                           |                                   |                      |                                       |                       |                                |              |
| 64 | 13        | Vergessen                 | Forget                            | 8. März 2015         | 9. März 2015                          | David Boyd            | Corey Reed                     | 14,53 Mio    |
| Außerhalb Alexandrias machen zum einen Sasha, die noch sichtlich traumatisiert durch den Tod ihres Bruders ist, sowie auch Rick, Carol und Daryl Schießübungen. Letztere als Vorwand, um ungestört zu beschließen, bei nächster Gelegenheit Waffen aus der Waffenkammer zu entwenden, um für den Notfall welche zu besitzen. Dabei erledigen sie einen Beißer mit einem eingeritzten „W“ auf der Stirn. Daryl hat Schwierigkeiten, sich in die Gemeinschaft einfügen, so sucht er regelmäßig Zeit für sich alleine, außerhalb des Zauns. Bei einem Ausflug bemerkt er, dass Aaron ihn beobachtet und stellt ihn zur Rede. Aaron begleitet Daryl nach einem kurzen Gespräch, kurz darauf treffen sie auf ein verwildertes Pferd. Beim Versuch, es gemeinsam einzufangen, werden sie von einer Horde Beißern angegriffen, der danach das Pferd zum Opfer fällt. Aaron erlöst das Pferd schweren Herzens von seinen Qualen durch einen Gnadenschuss. Deanna beschwört vor Rick, Michonne und Maggie ihre Zukunftsvision: eine prosperierende Gemeinschaft mit Gesetzen, Handel, Industrie und Regierung. Rick ist jedoch aufgrund der unzureichenden Sicherheit besorgt, nicht die Beißer sind in seinen Augen die wahren Feinde, sondern die Menschen draußen. Er setzt zunächst durch, dass die Wachtürme zukünftig in Schichten rund um die Uhr besetzt werden. Insbesondere Sasha möchte so viele Schichten wie möglich übernehmen. Am Abend richtet Deanna in ihrem Hause eine Willkommensfeier für die Neuankömmlinge aus, bei der alle Bewohner Alexandrias zusammenkommen sollen. Rick und Carol befinden, dass dies die richtige Gelegenheit sei, unbemerkt in die Waffenkammer zu gelangen. Carol, die mit selbstgebackenen Keksen bei der Feier aufwarten möchte, deckt sich bei Olivia im Vorratslager mit den Zutaten ein. Dabei nutzt sie die Gelegenheit, den Fensterriegel der angrenzenden Waffenkammer heimlich auf „Öffnen“ zu stellen. Daryl kann sich nicht überwinden, auf die Party zu gehen. Er wird spontan von Aaron eingeladen, mit ihm und Eric zu Abend zu essen, da beide wegen Erics Knöchelverletzung ebenfalls der Feier fernbleiben. Beim Abendessen teilt Aaron Daryl mit, dass er ihn gerne an Erics Stelle als Alexandrias zweiten Rekrutierer haben möchte. Daryl ist Aarons Meinung nach fähig, „draußen“ zu überleben und kann in seinen Augen den Unterschied zwischen guten und schlechten Menschen erkennen. Auf der Party trifft Rick wieder auf Jessie, beide fühlen sich zueinander hingezogen, woraufhin Rick ihr einen heimlichen Kuss auf die Wange gibt. Carol verlässt unterdessen unauffällig die Feier und gelangt durchs Fenster in die Waffenkammer. Ihr folgt Jessies kleiner Sohn Sam und sieht sie beim Entwenden von Revolvern. Carol kann ihn mit einer Drohung und dem Versprechen auf neue Kekse davon überzeugen, das Gesehene für sich zu behalten. Tags darauf nimmt Rick einen Revolver von ihr; Daryl hat sein Misstrauen abgelegt und verzichtet auf eine der entwendeten Waffen. |           |                           |                                   |                      |                                       |                       |                                |              |
| 65 | 14        | Falsches Licht            | Spend                             | 15. März 2015        | 16. März 2015                         | Jennifer Lynch        | Matthew Negrete                | 13,78 Mio    |
| Pater Gabriel bekommt einen Arbeitsraum zur Verfügung gestellt, während sich Daryl und Aaron als Rekrutierer auf den Weg machen, um neue Mitbewohner zu finden. Noah befindet sich nach den letzten Ereignissen um seine Heimatstadt wieder auf dem Weg der Hoffnung. Er bittet Reg, den Ehemann Deannas, in einem Gespräch, sich jeden Morgen mit ihm zu treffen und ihn Architektur und Bauen beizubringen. Reg rät ihm, sich Notizen zu machen, da diese für die Zukunft wichtig seien. Zunächst nimmt Noah jedoch an einem Versorgungsausflug teil, um neue Inverter für die Stromversorgung aus einem Lager zu beschaffen. Eugene begleitet widerwillig Noah, Tara, Glenn, Aiden und Nicholas, er soll die passenden Inverter identifizieren. Abraham bereitet sich vor, mit dem Bautrupp Materialien zu beschaffen. Jessie ruft Rick zu sich, um der Zerstörung einer Eulenfigur auf den Grund zu gehen. Der Versorgungstrupp findet die Stromumwandler nach Diskussionen um das Vorgehen. Im Lager befinden sich etliche Beißer hinter einer Absperrung aus hohen Gittern; ein Beißer in Schutzausrüstung kommt auf Aiden zu.. Aiden feuert wirkungslos und trifft letztlich eine Granate an dessen Körper. Nach der Explosion lehnt er leblos an der Seite, Tara wird am Kopf verletzt und ist bewusstlos. Durch das beschädigte Gitter kommen Beißer auf die Gruppe zu, Eugene wächst über sich hinaus und bringt Tara in den Van nach draußen. Der totgeglaubte Aiden hat aufgespießt überlebt. Glenn, Noah und Nicholas schaffen es nicht, ihn zu befreien und Aiden wird zerfleischt. Zuvor gesteht er Glenn noch, dass er und Nicholas bei der letzten Besorgung Leute zurückgelassen haben. Nicholas flieht durch eine Drehtür nach draußen, wird aber von Beißern in ein Abteil der vierfächrigen Drehtür zurückgedrängt. In das gegenüberliegende flüchten Noah und Glenn vor den Beißern im Gebäudeinnern. Eugene lockt zwar die Beißer im nach außen zeigenden Abteil mit Musik aus dem Van weg, die Lage für die Eingeschlossenen bleibt jedoch weiterhin fatal, da sie die Tür nicht bewegen dürfen. Doch Glenn hat nun die Idee, die Scheibe nach draußen einzuschlagen. Nicholas hat Mühe, die Tür festzuhalten, drückt sie in Panik nach außen auf und öffnet dadurch das Abteil mit Glenn und Noah zu den Beißern innen. Schockiert muss Glenn ansehen, wie diese an Noah fressen. Nicholas will Eugene zwingen, mit ihm zurückzufahren. Als dieser nach den anderen fragt, zerrt ihn Nicholas aus dem Wagen, wird aber noch vor dem Losfahren von Glenn bewusstlos geschlagen. Auf der Baustelle bemerkt Abraham als Erster einen Beißerangriff. Als nach kurzem Gefecht die anderen fliehen und den Wachposten den Beißern überlassen wollen, rettet Abraham ihm das Leben und motiviert die anderen zu kämpfen. Tobin, der bisherige Polier des Bautrupps, spricht sich Deanna gegenüber für Abraham als neuen Anführer des Bautrupps aus. Deanna stimmt zu, bemerkt aber gegenüber Maggie, dass Ricks Gruppe schnell Führungspositionen übernimmt. Sam Anderson möchte noch mehr Kekse von Carol, was sie zunächst unwirsch ablehnt. Bei einem Gespräch gibt er zu, die Statue von Jessie zerstört zu haben und fragt sie nach einer Waffe, ohne zu erklären, für wen. Carol wendet sich an Rick, mit dem sich zuvor Jessies Mann Pete unterhalten hat, Freunde zu werden, und erzählt, dass Pete Jessie und wahrscheinlich auch Sam misshandelt. Sie sagt, dass Rick Pete umbringen müsse. Der überdreht wirkende Gabriel warnt Deanna vor Ricks Gruppe, sie seien keine guten Menschen und hätten Unaussprechliches getan. Maggie hört unbemerkt mit. |           |                           |                                   |                      |                                       |                       |                                |              |
| 66 | 15        | Helfer                    | Try                               | 22. März 2015        | 23. März 2015                         | Michael E. Satrazemis | Angela Kang                    | 13,76 Mio    |
| Deanna und ihre Familie trauern um den toten Aiden. Deanna sieht ein Video an, in welchem Nicholas die Ereignisse des Versorgungsausflugs rekapituliert und Glenn die Schuld am Tod von Aiden und Noah gibt. Deanna untersagt Nicholas und Glenn das Tragen von Waffen. Glenn berichtet Rick, was sich ereignet hat. Die noch traumatisierte Sasha jagt außerhalb der Umzäunung Beißer. Michonne und Rosita suchen und finden sie. Daryl und Aaron entdecken frisch abgeschlagene Unterleibe und Armpaare von zwei Männern; die Torsi mit den Köpfen fehlen. Nicht weit davon finden sie eine nackt an einen Baum gefesselte Frau, deren Bauchdecke von Beißern aufgerissen wurde und die gerade mutiert. Auf ihrer Stirn ist ein „W“ eingeritzt. Sie töten sie endgültig. Carl folgt Enid, die sich öfters außerhalb der Umzäunung bewegt. Nachdem Enid Carl bemerkt, kommen sie ins Gespräch. Glenn warnt Nicholas, niemals wieder die Umzäunung zu verlassen. Dieser nimmt Ricks verschwundene Waffe aus einem Versteck an sich. Carol informiert Rick, dass Jessie bereits einmal bewusstlos geschlagen wurde. Als Pete bei der nächsten Begegnung auf Rick zugehen will, blickt ihn dieser hasserfüllt an. Rick berichtet Deanna, dass Pete Jessie schlägt. Sie sagt, dass sie darüber Bescheid weiß, doch er ist der Chirurg der Stadt. Deanna lehnt Ricks Vorhaben ab, entweder Pete und Jessie zu trennen oder Pete zu exekutieren. Sie will ihn verbannen, sollten die Ereignisse aus dem Ruder laufen. Rick geht zu Jessie, doch sie sagt, sie brauche keine Hilfe von ihm. Rick, der ein Auge auf sie geworfen hat, redet weiter auf sie ein, als Pete dazukommt. Rick und Pete geraten in Streit, der schnell zu einer körperlichen Auseinandersetzung eskaliert, sich nach draußen verlagert und die Stadtbewohner anzieht. Rick überwältigt Pete. Als Deanna von ihm verlangt, aufzuhören, richtet er seine Waffe auf die Umstehenden. Er wirft Deanna und den Einwohnern von Alexandria vor, durch ihre Schwäche den Ort zu zerstören. Michonne schlägt Rick nieder. Sasha schießt vom Turm aus auf Beißer am Zaun, man sieht an einem ein „W“ auf der Stirn. |           |                           |                                   |                      |                                       |                       |                                |              |
| 67 | 16        | Herrsche                  | Conquer                           | 29. März 2015        | 30. März 2015                         | Greg Nicotero         | Scott M. Gimple & Seth Hoffman | 15,78 Mio    |
| Während Morgan sich auf einer Lichtung ein heißes Getränk zubereitet, setzt sich ein Fremder mit einem eingeritzten „W“ auf der Stirn und auf ihn gerichteter Pistole ihm gegenüber. Er erklärt auf Morgans Frage, dass das „W“ für die zu Zeiten der Siedler hier lebenden Wölfe steht, die jetzt in menschlicher Form wieder da sind. Etwa alle zwei Wochen treffen sie auf Menschen, sie plündern Camps und stellen Fallen; Morgan werde er mitnehmen, er werde „nicht direkt“ am Leben bleiben. Morgan kann einem zweiten „Wolf“ ausweichen, der ihn von hinten mit einer Sichel die Kehle aufschneiden will und beide mit seiner Stockkampftechnik kampfunfähig machen. Das Magazin der Pistole ist leer; die Bewusstlosen legt er in ein Fahrzeug und drückt mehrmals die Hupe. Rick erwacht in einem Bett, neben ihm sitzt Michonne. Glenn, Carol und Abraham kommen dazu. Glenn teilt mit, dass am Abend ein Meeting von Deanna angesetzt ist, wobei es um die Zukunft von Rick gehen soll. Carol legt Rick nahe, dass er die Waffe gestohlen habe, um Jessie und auch sich zu beschützen. Für den Notfall plant Rick eine Geiselnahme von Deanna, ihrem Mann und ihrem Sohn. Maggie fühlt bei Deanna vor und legt ihr nahe, dass eine Verbannung von Rick nicht funktionieren wird. Deanna stellt klar, dass sie das Sagen hat. Reg läuft Maggie nach und meint, dass er gegen ein Wegschicken ist. Während Gabriel sich zu einem Spaziergang aufmacht, beobachtet Glenn, wie Nicholas Alexandria über die Mauer verlässt und folgt ihm in den Wald. Er wird plötzlich von ihm angeschossen, kann aber entkommen. Später kämpfen sie zwei Male, wobei zunächst Nicholas, beim zweiten Aufeinandertreffen jedoch Glenn die Oberhand behalten kann. Er hält Nicholas dessen Waffe an den Kopf, schießt aber nicht und hilft ihm verletzt zurück nach Alexandria. Sasha kippt von ihr an der Mauer erschossene Beißer in eine Grube, rutscht aus und landet in dem Sammelgrab. In einem Moment der Resignation schließt sie die Augen und stellt sich vor, tot zu sein. Daryl und Aaron beobachten mit dem Fernglas einen Mann mit rotem Poncho, den sie danach nicht finden können. Sie entscheiden sich, das umzäunte Gelände einer Konservenfabrik zu betreten, auf dem sich mehrere Auflieger befinden. Als Daryl von der Laderampe aus die Rolltür eines Aufliegers öffnet, stellt sich das Gelände als furchtbare Falle der „Wölfe“ heraus: Zeitgleich gehen auch die Rolltüren der anderen Auflieger zur Laderampe hin und in die andere Richtung auf, mit „W“ markierte Beißer strömen heraus, Daryl und Aaron sind aussichtslos umzingelt, im Innern der Auflieger verhindern angebrachte Beißertorsi die Flucht dorthin. Es gelingt ihnen dennoch, unter einen Auflieger und danach in einen PKW zu flüchten, der von den Beißern umstellt wird. Aaron findet eine versteckten Zettel mit der Nachricht: „Falle – Böse Leute kommen – Nicht bleiben.“ Daryl bietet an, die Beißer auf sich zu lenken, damit Aaron entkommen kann. Dieser will jedoch, ob sie überleben oder sterben, nur zusammen agieren. Plötzlich taucht Morgan auf und macht auf Aarons Seite einen Fluchtweg frei. Aaron bedankt sich, auf Daryls „Wieso?“ antwortet Morgan: „Weil jedes Leben wertvoll ist.“ Aaron möchte ihn zur Gemeinschaft mitnehmen, was Morgan ablehnt, indem er die an der Kirche gefundene Landkarte mit Abrahams Verweisen auf Washington und Rick vorzeigt (Episode 8). Rick geht nach Hause zu Carl und offenbart ihm, dass er womöglich jemanden töten müsse. Carl erwidert: „Sie brauchen uns. Sonst sterben sie.“ Michonne klärt er über den Wafferkammerraub auf und will ihr die dritte Pistole übergeben, worauf sie mit den Worten „Es wird etwas passieren. Sorge bitte nicht selbst dafür.“ verzichtet. Rick redet erneut mit Jessie, was Pete, der sich in einem anderen Haus aufhalten muss, beobachtet. Am Krankenbett von Tara kommt es durch eine List von Rosita zur Aussprache und zur gegenseitigen Entschuldigung von Abraham und Eugene. Gabriel geht auf einen Beißer zu, der an einem Menschen zehrt, und will sich töten lassen, reißt ihm dann jedoch, als er vor ihm steht, aus Angst mit dem Seil, an dem dieser sich erhängt hatte oder erhängt wurde, den Kopf vom Körper. Den schwerverletzten Menschen erschlägt er. Mit der Feststellung, dass er weder leben noch sterben will, bricht er zusammen. Als er nach Alexandria zurückkommt, verschließt er in Gedanken anderswo das Tor unvollständig. In seinem Arbeitsraum wartet Sasha und sucht Hilfe von ihm. Doch er wirft ihr vor, Bob geopfert zu haben. Als er auch noch Tyreese erwähnt, rastet Sasha aus und bedroht Gabriel mit einem Gewehr, der sie daraufhin auffordert, zu schießen. Sasha kann jedoch von Maggie, die Gabriel zum Meeting holen wollte, beruhigt werden. Rick erkennt am unverschlossenen Tor an Flüssigkeitstropfen, dass Beißer hereingelangt sind und begibt sich auf die Suche statt zum Meeting. Dort klagt Deanna Rick des Waffendiebstahls und der Bedrohung von Einwohnern an; Michonne, Carol, Abraham und Maggi halten Plädoyers für ihn. Rick erscheint mit einem toten Beißer und unterstreicht seine Ansicht zu Alexandria. Pete taucht wütend mit Michonnes Katana auf und bedroht Rick. Reg stellt sich dazwischen. Als Pete ihn mit den Händen zurückstößt, schneidet er ihm unbeabsichtigt mit dem Schwert die Kehle auf. Abraham ringt Pete nieder, die schockierte Deanna gibt die Erlaubnis, Pete zu töten, was Rick auch sofort tut. Dies sieht Morgan mit an, der soeben mit Daryl und Aaron angekommen ist. Die beiden von Morgan überwältigten Wölfe haben den Mann mit dem Poncho gefangen genommen. An der Falle schlitzen sie ihm die Kehle auf. Mit ferngesteuerter Musik locken sie die Beißer zurück in die Auflieger, die Falle ist wieder scharf. In Aarons an den Aufliegern zurückgelassenen Rucksack finden die Wölfe Fotos von Alexandria. Zuletzt sieht man den zum Beißer mutierten Ponchomann sich innerhalb der Umzäunung bewegen. |           |                           |                                   |                      |                                       |                       |                                |              |